# Nordmaling
Nordmaling (sydsamisk Nordmelikse el. Novlemaanege) er en by der er administrationsby i Nordmalings kommun i Västerbottens län i Sverige, beliggende i den nordøstlige del af landskapet Ångermanland.
Nordmaling, der har 	2.546 (2010) indbyggere, ligger omkring 50 kilometer fra både Örnsköldsvik og Umeå, ved Nordmalingsfjärden af Bottenviken. Europavej 4 og jernbanelinjen Botniabanan passerer den nordvestlige ende af byen.
63°34′N 19°30′Ø / 63.567°N 19.500°Ø